# アイターフェルト
アイターフェルト（ドイツ語: Eiterfeld）は、ドイツ連邦共和国ヘッセン州カッセル行政管区のフルダ郡に属す市場町である。東ヘッセンに位置する同郡北部の町で、ヘッセン州のヘルスフェルト＝ローテンブルク郡およびテューリンゲン州ヴァルトブルク郡と境を接する。

## 地理

### 位置
この町は、玄武岩の岩山リヒトベルク、シュトッペルスベルク、ゾイスベルクの間、クッペンレーン（地元では「ヘッセン・ケーゲルシュピール」と呼ばれる）に位置する。最寄りの大きな都市としては、南 27 km にフルダ、北 14 km にバート・ヘルスフェルトがある。
町内でアイトラ川とゾルツ川が湧出し、ハウネ川およびフルダ川に合流している。

### 隣接する市町村
アイターフェルトは、北はハウネック、シェンクレングスフェルトおよびホーエンローダ（いずれもヘルスフェルト＝ローテンブルク郡）、東はテューリンゲン州のブットラー（ヴァルトブルク郡）およびラスドルフ、南はヒューンフェルトおよびブルクハウン（以上3市町村はフルダ郡）、西はハウネタール（ヘルスフェルト＝ローテンブルク郡）と境を接している。

### 自治体の構成
この町は、主邑のアイターフェルトの他、アルツェル、ベッツェンロート、ブーヒェナウ、ディットロフロート、ギーゼンハイン、グローセンタフト、ケルンバッハ、ライボルツ、ライムバッハ、メンガース、オーバーヴァイゼンボルン、レックロート、ゾイスドルフ、トライシュフェルト、ウフハウゼン、ヴェルフの各地区からなる。さらに、フュルステネック、ブランダース、ウンターウフハウゼンの3つの小集落がある。

## 歴史
「Eitrahafeldon」は、845年7月18日に2つの文書に初めて記録されている。それはドイツ人王ルートヴィヒとフルダ修道院長ハット1世との間の所領の交換を扱った文書である。ルートヴィヒ王は、フランクフルトの王宮で自らの「Eitrafeldon Marcha」の地所と、テューリンゲンの村とを交換する文書を作成した。集落の名前はこの地から湧出する小川アイトラ川 (Eitra) に由来する。中世初めには、アイトラ川は「Aeiddiraha」と呼ばれ、流れの速い川というような意味であると解釈される。

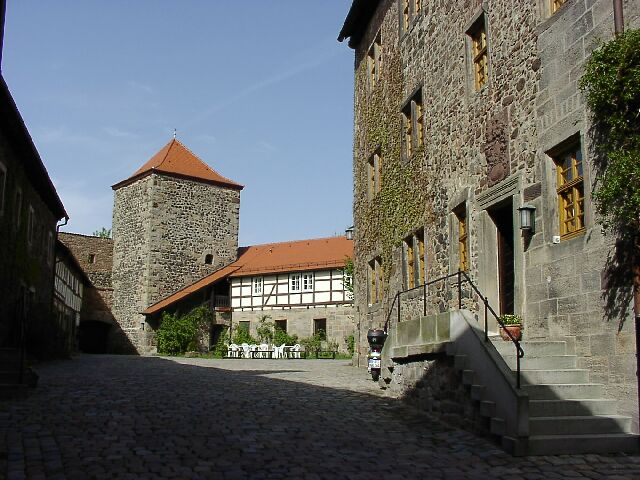
フュルステネック城

1250年頃、フュルステネックに北と南のベルクフリートが建設された。1290年にベルトルト・フォン・ブーヒェナウは修道院長ハインリヒ・フォン・ヴァイルナウから城代に指名され、この際フュルステネック集落が初めて記録された。この頃アイターフェルトあるいはフュルステネックのツェントゲリヒト（諸侯の裁判所）も記録された。アイターフェルトのカトリック聖ゲオルク教会は1295年に初めて記述されている。フュルステネック城は1357年からフルダの代官 (Amtmann) の代官所となった。フュルステネックの城、裁判所、アムト（代官区）は1532年までに何度も質入れされたが、フルダによってすぐに買い戻された。この頃、ベルトルト・フォン・ヴィーゼンフェルトの他に、オットー・フォン・ブーヒェナウ、ヘルスフェルト帝国修道院、ハンス・フォン・デア・タンが土地領主あるいはレーエン領主として記録されている。1463年にヘネベルク伯ハインリヒは城を占領しようと試みたが、失敗した。1486年にはフュルステネック周辺の10の村がこのアムトに属した。

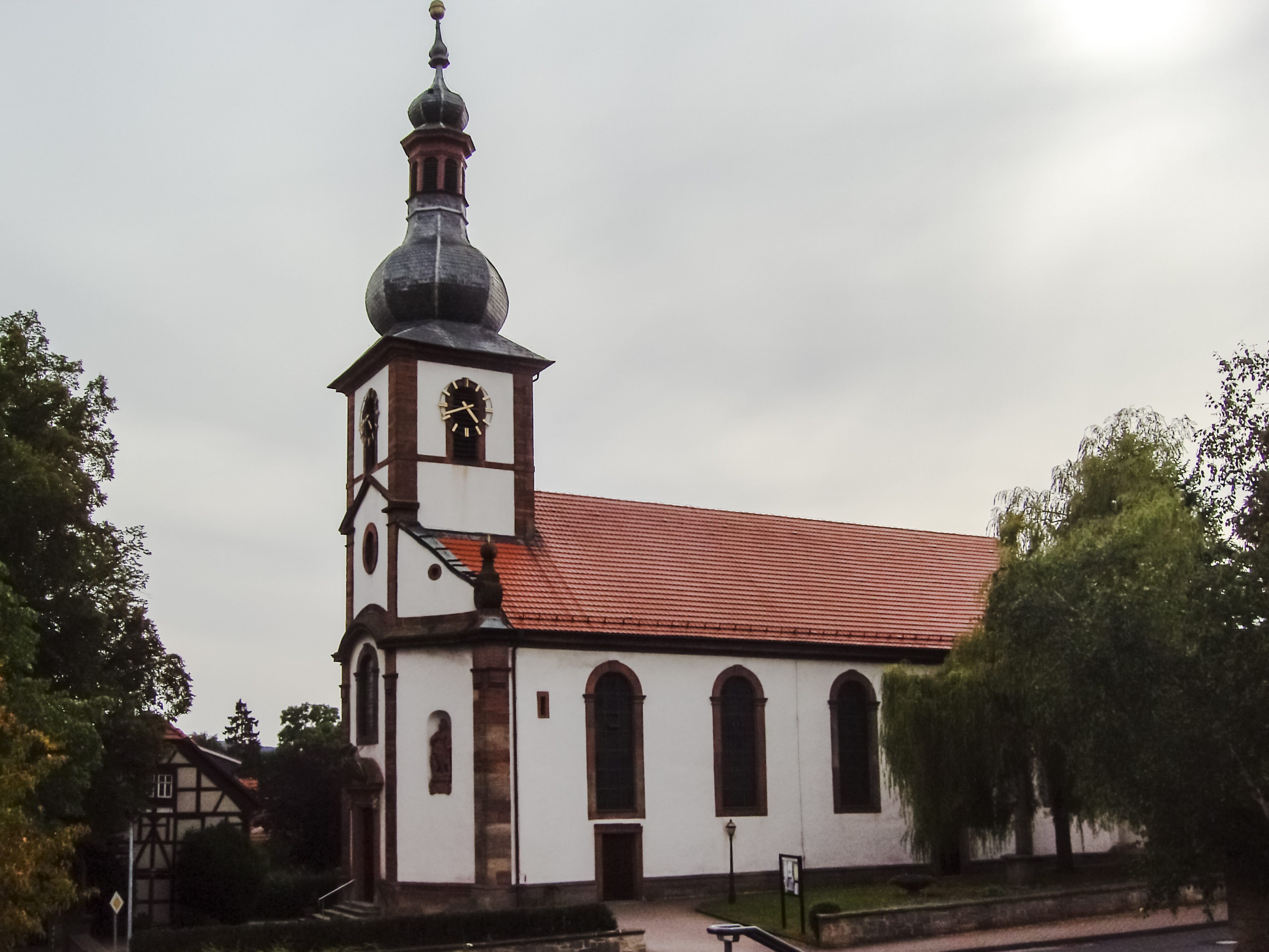
アイターフェルトのカトリック聖ゲオルクス教会

1555年頃に宗教改革がなされ、アイターフェルトは1603年に対抗宗教改革がなされるまで福音主義の村であった。1603年に再びカトリックの教区が設けられた。現在の地区の多くは、この頃から既にアムト・フュルステネックに属していた。アルツェル、ボーデス、ベッツェンロート、ディットロフロート、アイターフェルト、ハウゼンミューレ、ケルンバッハ、イーゲルスロート（現在は廃村）、ライボルツ、ライムバッハ、マルゲス、メンガース、オーバーウフハウゼン、オーバーヴァイゼンボルン、レックロート、ウンターウフハウゼン、ヴェルフの17集落がこのアムトに属していた。
三十年戦争の間にこのアムトは、ペストによってもひどい損害を受けた。城は1633年以後に破壊された。戦後、アイターフェルトには男性住民は3人だけであった。
1697年3月29日、アイターフェルトは修道院領領主のプラキドゥス・フォン・ドロステから年に4回の市場開催権を与えられた。1708年から1710年までに修道院領領主アーダルベルト・フォン・シュタイフラスがフュルステネック城を再建した。1712年にアイターフェルトに区裁判所が建設され、1730年から1731年に教会が新築され、1740年に献堂された。この頃に、アムトの所在地はフュルステネックからアイターフェルトに移された。1802年の世俗化後、このアムトは公式に「オルト」と呼ばれるようになり、自治を行うようになった。1813年10月、ナポレオンが敗戦した軍勢とともにこの村を通った。フランス人の墓（マッセングラープ）がフュルステネック城の麓に存在する。1816年、アイターフェルトは旧フルダ司教領とともにヘッセン選帝侯領となった。1868年11月9日にカッセルの王国政府により、アイターフェルトが保持していた市場開催権は年に12回の豚市に拡大された。アイターフェルトを含むヘッセン選帝侯領全域は1866年からプロイセン領となった。アイターフェルトは1906年12月1日に、ヒューンフェルトとファッハとを結ぶ鉄道路線に接続した。1922年に電気が引かれ、1926年/1927年に最初の上水道が設けられた。アムト・アイターフェルトは廃止され、アムト・ヒューンフェルトと統合された。
現在のベッツェンロート地区で、1924年にシオニスト青年組織 Bachad（Brith Chaluzim Datiim - 宗教開拓者協会）の下部組織が、ユダヤ人の若者に農業教育を行い、パレスチナへの移住（アリーヤー）させるキブツ＝ハダティー運動を開始した。農業教育によって、パレスチナへの移住を許可するイギリス政府の認定書が得られた。このグループは1926年/27年にロトゲス（現在はフルダの市区）に移ったが、ロトゲスも狭すぎたため、最終的には1929年にフルダ近郊のゲーリングスホーフの「キブツ・ハダティー」と呼ばれる土地に移った。
第二次世界大戦後アイターフェルトは再びヘッセンに属すこととなった。管理地区の境界となったことで鉄道は、初めはトライシュフェルト、1969年からはヒューンフェルト以降が廃止された。1952年に対抗宗教改革以降初めて福音主義教会が設立された。オットー・バルトニングは1952年から1953年にフュルステネック城を郷土市民大学に改築した。
1995年7月4日、1150周年の機会に、アイターフェルトに「マルクトゲマインデ」（市場町）の称号を町名に冠する権利が与えられた。

### 町村合併
ヘッセン州の地域再編に基づき、以下の町村がこの町に地区として合併した: 1970年5月1日 ライプホルツ; 1970年9月1日 レックロート; 1971年2月1日 アルツェル、ベッツェンロート、グローセンタフト、ケルンバッハ、ゾイスドルフ、トライシュフェルト; 1972年4月1日 ディットロフロート、オーバーヴァイゼンボルン。1972年8月1日には州法の発効によりブーヒェナウ、ライムバッハ、メンガース、ウフハウゼン、ヴェルフが合併した。

## 住民

### 人口推移
以下の数値は主邑と各地区の人口を合計したものである。
| 年   | 人口（人） |
| ---- | ---------- |
| 1999 | 7,666      |
| 2004 | 7,632      |
| 2009 | 7,465      |
| 2014 | 7,088      |
| 2017 | 7,070      |

いずれも12月31日時点の数値である。

### 宗教

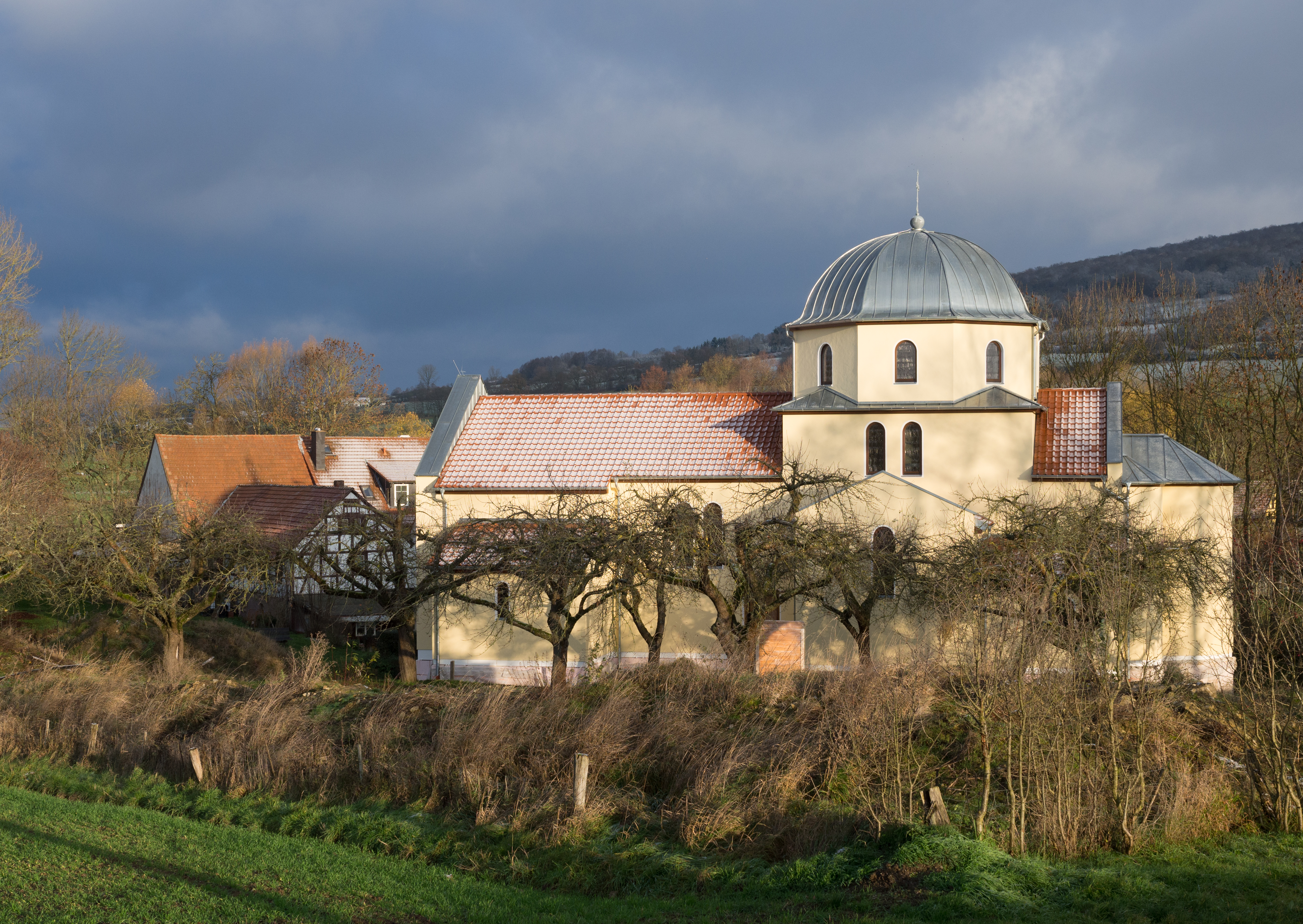
聖ユスティーン修道院教会

#### カトリック教会
アイターフェルトの町域は、フルダ司教区フルダ首席司祭区および司牧連合に属す教会区に含まれる。

#### セルビア正教会
- 聖ユスティーン修道院

## 行政

### 町議会
この町の町議会は、31議席からなる。

### 首長
首長のヘルマン＝ヨーゼフ・シャイヒは、以前の選挙では無所属の候補で、SPD と FWG (Freie Wählergemeinschaft) の推薦を受けていた。彼はSPDの党員である。彼は2018年3月4日の選挙で 72.5 % の票を獲得して、4期目の任期を獲得した。

### 紋章
この町の紋章は、1972年に新たな自治体の主邑となった際にヘッセン州から授与された。
向かって左上の9つおよび向かって右下の8つの紋章化されたユリの花（どちらも赤地に銀色の花）は、この町の17の地区を表している。向かって左下は古いフルダ十字（銀地に黒）でこの町が創設期から1802年までフルダ修道院領に属していたことを示している。向かって右上の緑地に銀の冠をかぶり銀の首輪を付けた緑色の鳥はブーヒェナウ家の紋章動物のオウムである。この貴族家は、古くからこの地を治め、近代になるまで存続していた唯一の家門であった。

### 姉妹自治体
- デルムバッハ（ドイツ語版、英語版）（ドイツ、テューリンゲン州）1990年6月17日

## 文化と見所

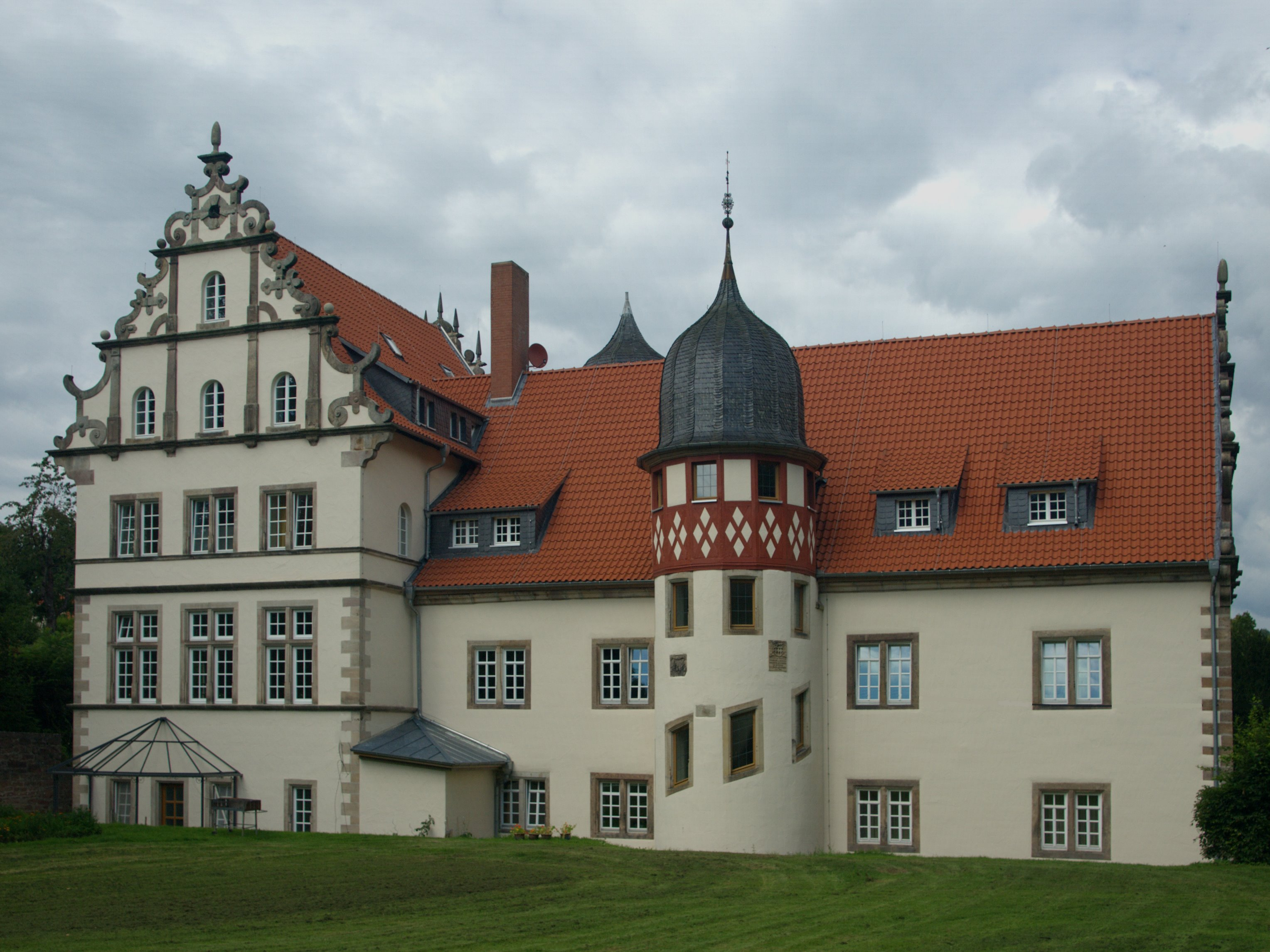
ブーヒェナウ城

### 建造物
- フュルステネック城（1250年頃から）
- ブーヒェナウ城館（1618年建造のルネサンス建築の城館）
- ゾイスドルフの教会
- ゾイスベルク展望塔

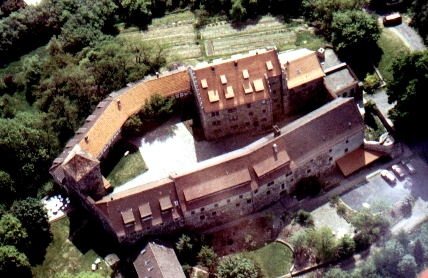
フュルステネック城の空撮写真
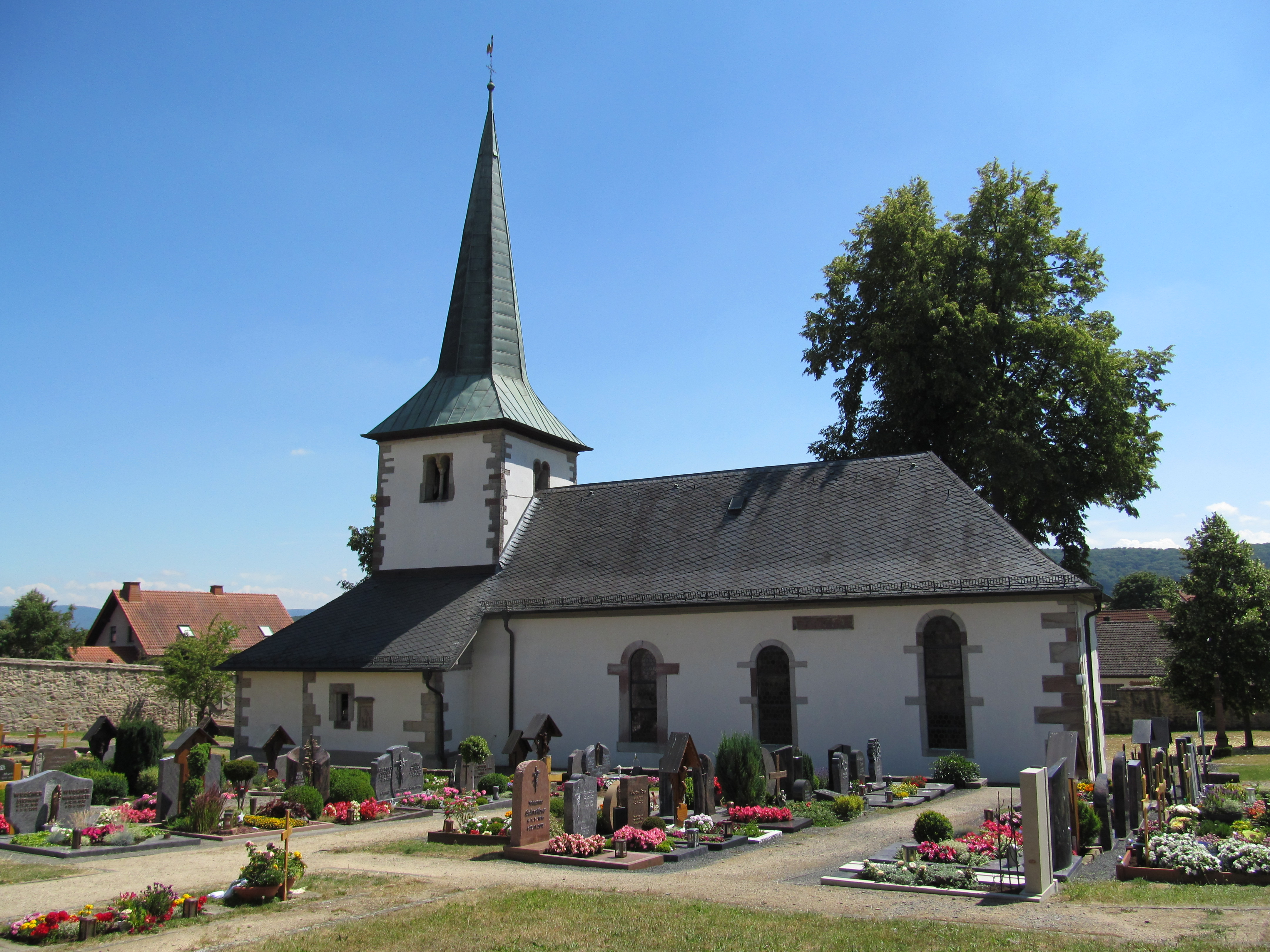
ゾイスドルフの教会
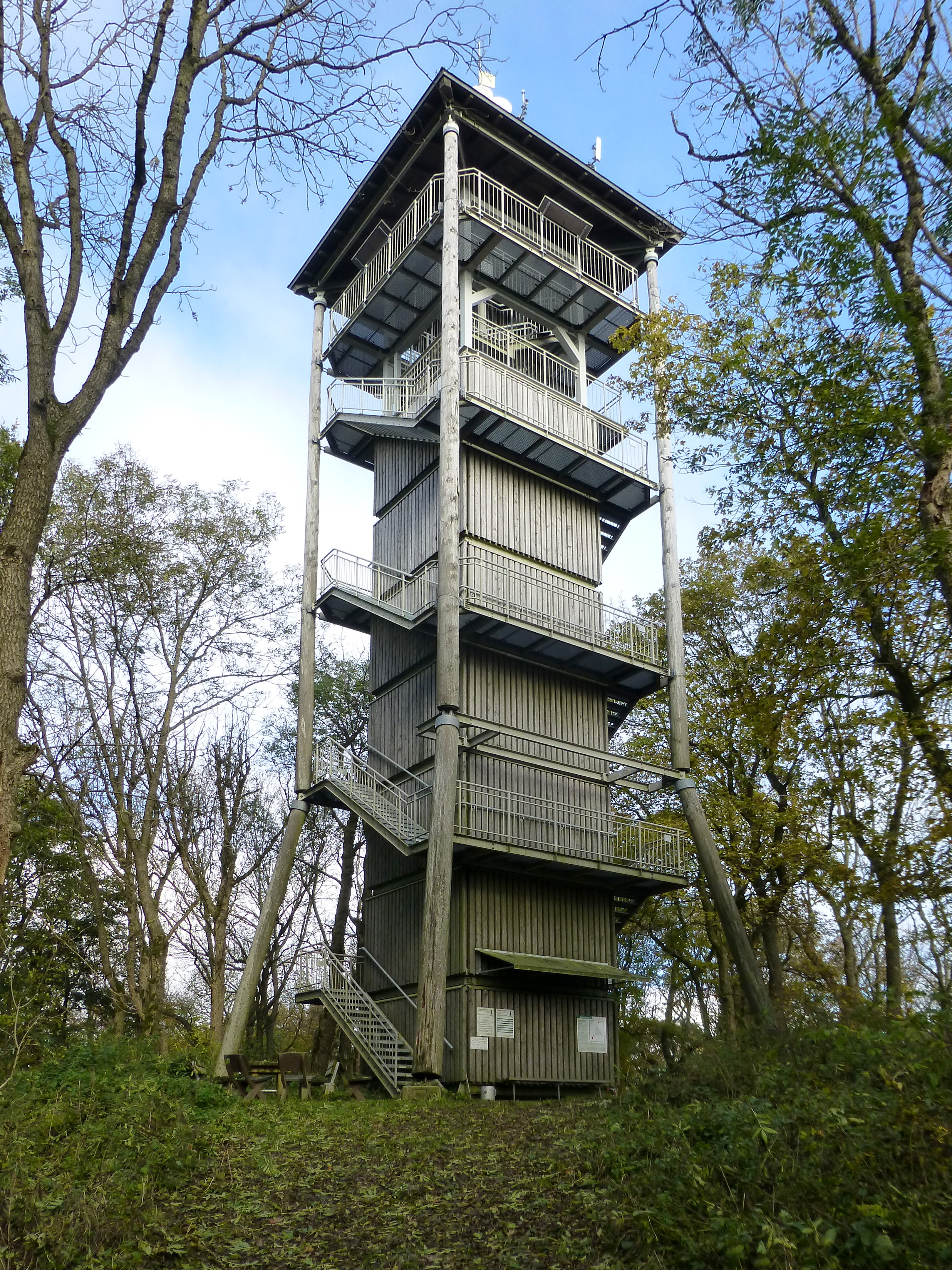
ゾイスベルク展望塔

### 自然文化財
アイターフェルト、ケルンバッハ近郊の廃止され埋め戻された砂岩採石場で生痕化石のキロテリウムが見られる。ここは、ヘッセン州文化財保護法に基づき州指定の埋蔵文化財であり、年代は2億4千万年前のものである。これは恐竜の前身である爬虫類に関連する極めて重要な足跡の痕跡である。

### スポーツ
- バーデパルク・アイターフェルト（プール施設）
- シュポルトプラッツ・アム・ハイン
- テニスコート
- 屋内テニス場

## 経済と社会資本
アイターフェルトには数多くの企業が存在する。大きな企業で、地域を超えて知られている雇用主としては、たとえば、ギーベル企業グループ（建築業、運送業、採石業）、b+m サーフェイス・システム GmbH（塗装設備、表面加工）、カール・ライ機械製造 GmbH & Co KG（施設、機械製造）、エプナー GmbH & Co. KG（施設、機械製造）、オンダル・工業技術（医療/工業技術）の支社、ボート・ロングイヤー GmbH & Co. KG（掘削システム）の支社がある。

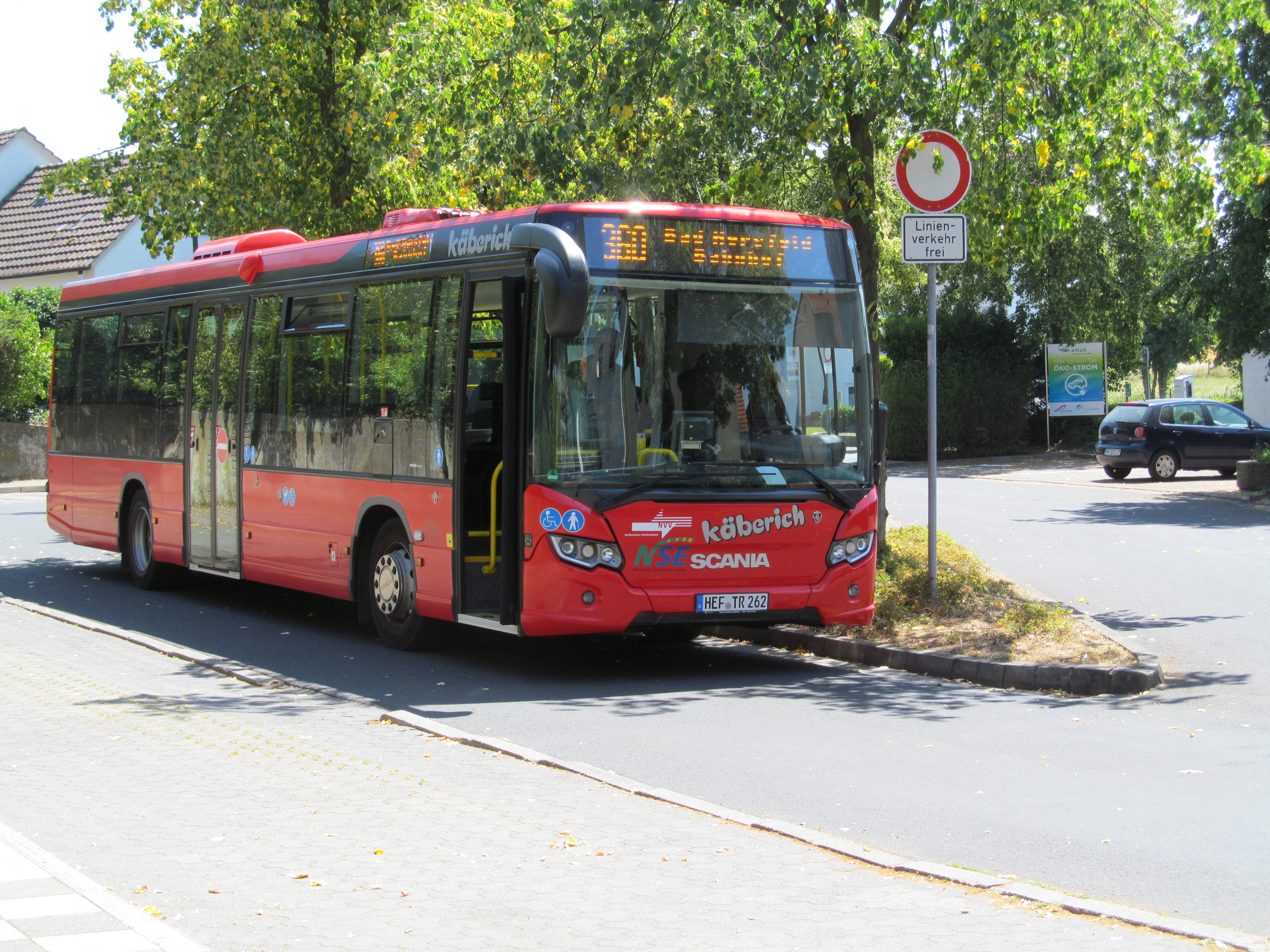
アイターフェルト町内を走るバス

### 交通
アイターフェルトは幾本かの州道によって全国的な交通網に接続している。州道は特に町の西側を通る連邦道 B27号線に接続している。
公共近郊旅客交通はライン＝マイン交通連盟が運営している。バス路線は子会社のレーンエネルギー・フルダが運営している。
鉄道ヒューンフェルト - ヴェーニゲンタフト＝マンスバッハ線は、1906年12月1日から1972年6月28日までアイターフェルトに駅を有していた。その軌道上を、2007年から全長 27 km のケーゲルシュピール自転車道が通っている。

### 教育
- リヒトベルクシューレ・アイターフェルト（総合学校）
- アイターフェルト基礎課程学校
- グローセンタフト基礎課程学校
- 職業および芸術文化継続教育アカデミー・ブルク・フュルステネック

## 人物

### 出身者
- ボニファティウス・ザウアー（ドイツ語版、英語版）（1877年 - 1950年）ベネディクト会伝道師

## 参考図書
- Michael Mott (1991年2月28日). “Die Tour der Leiden war bei uns zu Ende/Geraten die "Franzosengräber" von der Retirade im Jahr 1813 in Vergessenheit? Heute sind es Mahnmale gegen den Krieg (Beispiel "Franzosengrab" am Fuße von Burg Fürsteneck)”. Fuldaer Zeitung:  p. 12
- Rudolf Christl, ed. 1150 Jahre Dorf und Markt Eiterfeld – Amt und Gericht Fürsteneck 845–1995

これらの文献は、翻訳元であるドイツ語版の参考文献として挙げられていたものであり、日本語版作成に際し直接参照してはおりません。